# Bellerive-sur-Allier
Bellerive-sur-Allier, antiguamente Vesse (occitano, Vaisse) es una localidad  y comuna francesa, situada en el departamento del Allier en la región administrativa de Auvernia, muy próxima a la ciudad de Vichy.

## Demografía
| 5060 | 5953 | 7317 | 8188 | 8543 | 8448 |
| Para los censos de 1962 a 1999 la población legal corresponde a la población sin duplicidades (Fuente: INSEE [Consultar]) |      |      |      |      |      |

Es la comuna con más población del cantón.

## Lugares de interés
- Fuente intermitente, en la población. Es un fenómeno parecido a los geisers; emite agua caliente alcalina y sulfurosa, a una altura de medio a un metro.

## Ciudades hermanadas
- Hadamar (Alemania)
- Impruneta (Italia)